# 井上文彦
井上 文彦（いのうえ ふみひこ、1951年7月22日 - ）は、日本の男性声優、俳優。北海道出身。リマックス所属。

## 略歴
かつては文学座、九プロダクション、ぷろだくしょん★A組に所属していた。

## 人物
声種はテノール。
方言は北海道弁、東北弁。
氏名と発音・字体が良く似ている声優の井上和彦（いのうえ かずひこ）と混同されることがある。
趣味はDIY、溶接。特技はタップダンス。

## 出演

### テレビアニメ
- 真夏の夜の夢（フルート）
- 彩雲国物語（2007年、遊佐)
- SHIROBAKO（2014年、百瀬）
- アイカツ（2015年、おじさん）
- 鬼人幻燈抄（2025年、春画の店主[5]、『千軒堂』店主[6]）

### OVA
- 高校鉄拳伝タフ（2002年、鬼川平蔵）

### 劇場アニメ
- 劇場版 甲虫王者ムシキング グレイテストチャンピオンへの道（2005年）

### ゲーム
- デカボイス（2003年）
- 謎惑館 〜音の間に間に〜（2011年）

### 吹き替え
- ALI アリ
- A.I. ※ソフト版
- アレキサンダー
- エニイ・ギブン・サンデー（ハーヴェイ・マンドレイク〈ジェームズ・ウッズ〉）※テレビ朝日版。
- オーメン
- クリミナル・マインド4 FBI行動分析課（カールソン）
- クリミナル・マインド 特命捜査班レッドセル（フロリオ）
- サハラ戦車隊（ジェイソン・ハリディ大尉）※正規ソフト版
- シュリ ※テレビ朝日版。
- 16ブロック（マイク・シーハン）※ソフト版
- 0061 北京より愛をこめて!?（マンサイ）
- 戦場にかける橋（ベイカー）※DVD・BD版
- 太王四神記（主治医）
- デスパレートな妻たち3
- 007/美しき獲物たち（モルトナー博士）※DVD・BD版
- 夢のチョコレート工場（ボールガード）
- ラスト・キャッスル
- リーサル・ウェポン3 ※テレビ朝日追加録音版。
- リーサル・ウェポン4 ※テレビ朝日追加録音版。
- レジェンド・オブ・アロー ※NHK版
- レディ・イン・ザ・ウォーター

### 特撮
- 七星闘神ガイファード（1996年）
- 星獣戦隊ギンガマン（1998年、ネイカーの声）

### 舞台
- 枯れすすき（中山晋平）
- 天切り松 人情闇がたり（小政）
- 飢餓海峡（巣本虎治郎）